# Alek Glebov
Alek Glebov, slovensko-ruski alpski smučar, * 3. april 1983, Maribor.
Glebov je od leta 2004 nastopal za Slovenijo na tekmah Svetovnega pokala. V sezoni 2008/09 je bil državni prvak v smuku in superveleslalomu. 14. decembra 2007 je dosegel svojo najboljšo uvrstitev v svetovnem pokalu in edino uvrstitev med dobitnike točk kot slovenski tekmovalec, ko je na superveleslalomu v Val Gardeni osvojil 25. mesto. Od januarja 2012 nastopa za Rusijo, za katero je nastopil na olimpijskih igrah 2014 v Sočiju, kjer je osvojil 23. mesto v smuku in odstopil v superveleslalomu. 2. marca 2014 je osvojil prvič točke svetovnega pokala kot ruski tekmovalec s 30. mestom na superveleslalomu v Kvitfjellu.